# Vogtlands voetbalkampioenschap 1931/32
In 1931/32 werd het zeventiende Vogtlands voetbalkampioenschap gespeeld, dat georganiseerd werd door de Midden-Duitse voetbalbond.  
1. VFC Plauen werd kampioen en plaatste zich voor de Midden-Duitse eindronde. De club versloeg TV Merkur Treuen en SC Wasungen 08 en verloor dan van PSV Chemnitz.

## Gauliga

### Vogtland
| Plaats | Club                       | Wed. | W | G | V | Saldo | Ptn.  |
| ------ | -------------------------- | ---- | - | - | - | ----- | ----- |
| 1.     | 1.Vogtländischer FC Plauen | 14   | 9 | 3 | 2 | 41:20 | 21:7  |
| 2.     | VfR 1919 Plauen            | 14   | 7 | 6 | 1 | 49:30 | 20:8  |
| 3.     | SV Konkordia 1905 Plauen   | 14   | 8 | 2 | 4 | 38:28 | 18:10 |
| 4.     | Plauener SuBC 1905         | 14   | 6 | 4 | 4 | 39:30 | 16:12 |
| 5.     | VfB Plauen                 | 14   | 5 | 3 | 6 | 24:25 | 13:15 |
| 6.     | SV Georgenthal             | 14   | 4 | 2 | 8 | 31:46 | 10:18 |
| 7.     | Elsterberger BC 1912       | 14   | 2 | 3 | 9 | 26:45 | 7:21  |
| 8.     | SC 1909 Markneukirchen     | 14   | 1 | 5 | 8 | 16:40 | 7:21  |

|  | Geplaatst voor finale |
|  | Degradatie            |

### Göltzschtal
| Plaats | Club                        | Wed. | W  | G | V | Saldo | Ptn.  |
| ------ | --------------------------- | ---- | -- | - | - | ----- | ----- |
| 1.     | SpVgg 06 Falkenstein        | 12   | 10 | 0 | 2 | 45:19 | 20:4  |
| 2.     | 1. FC 07 Reichenbach        | 12   | 7  | 1 | 4 | 26:17 | 15:9  |
| 3.     | SV 1912 Grünbach            | 12   | 7  | 0 | 5 | 36:24 | 14:10 |
| 4.     | FC Teutonia 1911 Netzschkau | 12   | 6  | 2 | 4 | 24:30 | 14:10 |
| 5.     | VfB Lengenfeld 1908         | 12   | 1  | 7 | 4 | 22:36 | 9:15  |
| 6.     | FC Sturm Reichenbach        | 12   | 3  | 2 | 7 | 27:38 | 8:16  |
| 7.     | SV Sturm Rebesgrün          | 12   | 1  | 2 | 9 | 26:42 | 4:20  |

### Finale
Heen
|  |                            |       |                      |  |
|  | 1.Vogtländischer FC Plauen | 4 - 1 | SpVgg 06 Falkenstein |  |
|  |                            |       |                      |  |

Terug
|  |                      |       |                            |  |
|  | SpVgg 06 Falkenstein | 1 – 6 | 1.Vogtländischer FC Plauen |  |
|  |                      |       |                            |  |